# Damloup
Damloup è un comune francese di 155 abitanti situato nel dipartimento della Mosa nella regione del Grand Est.

## Storia
Prima guerra mondiale
Fort Vaux è parzialmente situato entro i confini del comune (le altre parti sono nel comune di Vaux-devant-Damloup). La Batterie de Damloup è locata presso Fort Vaux, entro i limiti comunali.

## Società

### Evoluzione demografica
Abitanti censiti